# Fuentenebro
Fuentenebro ist ein Ort und eine Gemeinde (municipio) mit 138 Einwohnern (Stand: 2024) im Zentrum der spanischen Provinz Burgos in der Autonomen Gemeinschaft Kastilien und León. Fuentenebro liegt in der Comarca und der Weinbauregion Ribera del Duero.

## Lage und Klima
Die Gemeinde Fuentenebro liegt etwa 100 Kilometer südlich der Provinzhauptstadt Burgos in einer Höhe von ca. 911 m.
Das Klima ist gemäßigt bis warm; Regen (ca. 530 mm/Jahr) fällt übers Jahr verteilt.

## Bevölkerungsentwicklung
| Jahr      | 1970 | 1981 | 1991 | 2001 | 2011 | 2021 |
| Einwohner | 370  | 217  | 229  | 192  | 162  | 150  |

## Sehenswürdigkeiten
- Laurentiuskirche (Iglesia de San Lorenzo)
- Einsiedelei de la Virgen del Carmen